# Lillflärken (Anundsjö socken, Ångermanland)
Lillflärken är en sjö i Örnsköldsviks kommun i Ångermanland och ingår i Moälvens huvudavrinningsområde.